# Élection présidentielle haïtienne de 1957
L'élection présidentielle haïtienne de 1957 s'est tenue en Haïti le 22 septembre 1957, dans le cadre des élections générales de 1957.

## Contexte politique
À la suite de la démission de Paul Magloire et de l'amnistie décrétée en 1956, un climat d'agitation sociale et d'instabilité politique s'ensuivit entre décembre 1956 et juin 1957, cinq gouvernements provisoires se succédèrent, le parlement fut dissous et des factions de l'armée continuèrent à s'affronter.  
Le candidat François Duvalier fit campagne avec un programme, populiste qui visait à flatter la majorité afro-haïtienne en s'appuyant sur une stratégie raciste « pro-négritude » (ou « noiriste ») opposée à l'élite des mulâtres représenté par Louis Déjoie. 
Les élections présidentielles furent organisées le 22 septembre 1957 par le général Kébreau, président du Conseil Militaire du Gouvernement. François Duvalier fut élu avec 69,1 % des voix, son principal adversaire Louis Déjoie ne recueillant que 28,3 %.
Clément Jumelle accusa l'armée de favoritisme et retira sa candidature juste avant l'élection. Il recueillit néanmoins près de 10 000 voix.  
À la suite de l'investiture du nouveau président François Duvalier, Louis Déjoie dut s'exiler à Cuba, Clément Jumelle prit le maquis pendant deux ans puis se réfugia à l'ambassade de Cuba où il mourut le 11 avril 1959, enfin l'ancien président Paul Magloire fut également contraint de s'exiler aux États-Unis jusqu'en 1986 et la fin du régime duvaliériste.

## Résultats
| Candidats         | % des votes | Bulletins |
| ----------------- | ----------- | --------- |
| François Duvalier | 69,1 %      | 678 820   |
| Louis Déjoie      | 28,3 %      | 264 830   |
| Clément Jumelle   | 2,6 %       | 9 980     |
| Total des votes   | 100 %       | 953 630   |